# Amyema wichmannii
Amyema wichmannii är en tvåhjärtbladig växtart. Amyema wichmannii ingår i släktet Amyema och familjen Loranthaceae.

## Underarter
Arten delas in i följande underarter:
- A. w. purum
- A. w. wichmannii